# Francosko-nizozemska vojna
Francosko-nizozemska vojna, nizozemska vojna ali holandska vojna (1672-78) je druga osvajalna vojna Ludvika XIV. proti  Nizozemski.
Namen Ludvika XIV. je bil, osvojiti ozemlje Španske Nizozemske, potem ko bi prisilil Republiko Nizozemsko v privolitev (in spremembo njene republikanske ureditve v monarhijo). Del francosko-nizozemske vojne sta tretja angleško-nizozemska vojna (1672-74) in švedsko-brandenburška vojna (1674-79). Ludviku načrt ni uspel. Republiki Nizozemski in Španiji sta priskočila na pomoč brandenburški Veliki knez in cesar Leopold I. Vojna se je razširila v Porenje in Sredozemlje. Vseeno je Francija uspela z vojno iztrgati Španiji Svobodno grofijo Burgundijo in nekatera ozemlja Španske Nizozemske.

## Uvod
Za francoskega kralja Ludvika XIV. je bila Španska Nizozemska del nekdanjega francoskega kraljestva. Prvič jo je poskušal osvojiti v devolucijski vojni (1667-68). Tedaj je nanj pritisnila in ga zaustavila t. i. trojna aliansa (Republika Nizozemska, Anglija, Švedska). Mir v Aachnu je bil zanj le premirje. Na drugi napad se je temeljito pripravil.
Leta 1670 je sklenil tajno napadalno zvezo s svojim bratrancem, angleškim kraljem Karlom II., ki so se ji pridružili še knezoškofa Kölna in Münstra in volilna kneza Bavarske in Renskega palatinata; pri cesarju Leopoldu I. in drugih nemških knezih si je zagotovil nevtralnost. Na drugi strani Republika Nizozemska ni bila pripravljena na vojno. Tam je zadnji dvajset let vladala republikanska stranka (trgovci, podjetniki), ki je skrbela predvsem za razvoj podjetništva in trgovine in je zanemarjala vojsko.

## Vojna na kopnem
Francoska vojska je maja 1672 pod vodstvom generalov Condéja in Turenna preko ozemlja knežje škofije Liege in mimo Maastrichta vdrla v Republiko Nizozemsko, prekoračila Ren in se ustavila tik pred Amsterdamom, na robu ozemelj, ki ležijo pod nivojem gladine morja (v morski depresiji). Istočasno je bilo ob angleški obali pripravljeno združeno angleško-francosko ladjevje s četami za invazijo z morja. Izgledalo je, da so Nizozemci v brezizhodnem položaju. Ludvik jim je ponudil mir pod težkimi pogoji, za ogromno odkupnino, kar pa je le še podžgalo nizozemski odpor.
Med pogajanji je (republikancem nasprotna) oranska stranka s pomočjo množic izvedla prevrat in postavila na čelo države, s polnimi pooblastili, Viljema III. Oranskega, sina prejšnjega stadhouderja Viljema II. Na nizozemsko stran je stopil brandenburški Veliki knez, ki je prepričal tudi cesarja, da je obljubil vojaško pomoč. Viljem in nova vlada so zavrnili Ludvikove mirovne pogoje, predrli nasipe, poplavili svoja ozemlja in s tem onemogočili napredovanje francoski vojski; na robu poplavljenega ozemlja so organizirali obrambo. 
Jeseni je začel Viljem z vojaškimi operacijami proti francoski vojski. Med tem je na morju nizozemski admiral Michiel de Ruyter z relativno majhno floto, toda aktivno taktiko in natančnim poznavanjem obalnega morja, preprečil izkrcanje sovražnih čet na morski obali. Naslednje leto mu je uspelo trikrat poraziti angleško-francosko mornarico, tako da so napadalci morali opustiti načrt izkrcanja in zavzetja Nizozemske z morja (tretja angleško-nizozemska vojna). Februarja 1674 je Anglija s Francijo sklenila westminstrski mir in izstopila iz vojne.
Brandenburške in cesarske čete so avgusta 1672 prispele v Spodnje Porenje. Turenne jim je šel nasproti. Ker pa je cesarski vojskovodja grof Montecuccoli dobil od Leopolda I. navodilo, naj se izogiba spopadom, ni mogel preprečiti Turennovi vojski, da je vdrla v Vestfalijo. Leta 1673 je Montcuccoli z manevriranjem uspel izriniti Francoze z desnega brega Rena. Na Nizozemskem se je francoska vojska umaknila proti jugu in junija 1673 po trinajstih dneh obleganja zavzela Maastricht. 
Junija 1674 je Condé drugič zavzel Svobodno grofijo Burgundijo (prvič jo je zavzel med devolucijsko vojno). Avgusta 1674 sta se spopadla Condé in Viljem III v Hainautu v bitki pri kraju Seneffe, a bitka ni prinesla zmagovalca.
Istega leta je Turenne pri Philippsburgu prekoračil Ren in junija v bitki pri Sinsheimu premagal cesarsko vojsko, zavzel Renski Palatinat in ga popolnoma opustošil. To je vzpodbudilo cesarski reichstag, da je Franciji napovedal vojno. Bitka pri Enzheimu v Alzaciji (danes v departmaju Bas-Rhin) med Turennovo in cesarsko vojsko je bila neodločena. Koncem leta 1674 je švedska vojska s francosko podporo vdrla v Brandenburg, zaradi česar je brandenburška vojska zapustila rensko fronto (in v švedsko-brandenburški vojni, v kateri je na strani Brandenburga sodelovala tudi Danska, junija 1675 pri Fehrbelinu, severozahodno od Berlina, dosegla veliko zmago nad Švedi).
Januarja 1675 je cesarska vojska izgubila bitko pri Turckheimu (danes departma Haut-Rhin) in se umaknila iz Alzacije. Turenne je v Zgornjem Porenju prekoračil Ren in se julija pri Sasbachu (severno od Freiburga am Breisgau) srečal z Montecucollijevo vojsko. Pri ogledu položaja pred bitko ga je 27. julija zadela topovska krogla. Francozi so se po njegovi smrti umaknili na zahodno stran Rena. Cesarska vojska je v avgustu 1675 v bitki pri Konzškem mostu (mesto Konz blizu Triera) dosegla pomembno zmago, osvobodila Trier (ki so ga dve leti zasedali Francozi) in zavzela Alzacijo.
Na Nizozemskem so francoske čete še naprej zmagovale. Aprila 1677 je francoska vojska premagala vojsko Viljema III. v bitki pri Mont Casselu. Francoska osvojitev mesta Ieper je izzvala negodovanje Anglije. Ludvik XIV. se je ustrašil, da se bo Anglija spet vključila v vojno, to pot na njemu nasprotni strani, in se je začel pogajati o miru.
Vzporedno z boji na kopnem so že od leta 1674 potekali boji tudi na morju, predvsem v Sredozemlju.

## Bojevanje na morju
Potem ko je Anglija februarja 1674 z westminstrskim mirom izstopila iz vojne, je nizozemski admiral Cornelis Tromp junija 1674 izkrcal nizozemske čete na otoku Noirmoutier, južno od ustja Loire, kjer so vzpostavile oporišče. Z glavnino svoje flote je koncem julija odplul v Sredozemsko morje, kjer je na Siciliji v Messini proti španski oblasti izbruhnila vstaja, ki je zajela skoraj ves otok; vstajniki so izgnali španskega kraljevega namestnika ter zahtevali francosko pomoč in zaščito. Francozi, obveščeni o prihodu nizozemske flote, so umaknili svoje sredozemsko ladjevje v pomorsko bazo Toulon. Špansko ladjevje je tako dobilo možnost, da prepelje na Sicilijo svoje čete, ki so začele oblegati Messino. Ob začetku zime se je Tromp vrnil na Nizozemsko. V istem letu je Michiel Ruyter poskušal izkrcati vojsko na francoskem otoku Martinique, a mu ni uspelo in se je vrnil domov.
Začetkom leta 1675 je prišlo v Sredozemlju do več neodločenih spopadov med španskim in francoskim ladjevjem. Po bitki pri Stromboliju v Eolskem otočju (februar), so dobil Francozi premoč na morju in bi lahko pomagali oblegani Messini. Na zahtevo Španije in za zaščito svojih trgovskih interesov je Nizozemska poslala v Sredozemlje ladjevje admirala Ruyterja. Spopad z močnejšim francoskim ladjevjem pri Stromboliju (januar 1676) ni prinesel zmagovalca. Tudi bitka pri Augusti na vzhodni obali Sicilije (april) je bila neodločena. Zadnja v tej vojni, bitka pri Palermu (junij), pa se je končala s hudim porazom špansko-nizozemskega ladjevja. V bitki je padel admiral Ruyter. Nizozemci so se umaknili iz Sredozemlja in prepustili premoč na morju Francozom.
Koncem leta 1676 so Nizozemci na vhodu v Karibsko morje zavzeli francoski otok Tobago, ki pa so ga Francozi čez leto dni ponovno osvojili.

## Nijmegenski mirovni sporazumi
Mirovna pogajanja so potekala v Nijmegnu na Nizozemskem. Prva je sklenila separatni mir s Francijo avgusta 1678 Republika Nizozemska; njeni trgovci so si premočno želeli miru, da bi lahko dočakali konec pogajanj. Zavezniki Republike, ki so ji pravzaprav v vojni priskočili na pomoč, so se čutili opeharjene in države se je še dolgo držal sloves nezanesljivega partnerja. Septembra je k miru pristopila tudi Španija.
Republika Nizozemska ni izgubila nobenega ozemlja. Španija je morala odstopiti Franciji Svobodno grofijo Burgundijo in nekatera ozemlja Španske Nizozemske ob severni francoski meji, med njimi mesta Longwy, Valenciennes in Cassel. Februarja 1679, je k miru pristopil tudi cesar Leopold I., ki je dobil nazaj Philippsburg, Franciji pa je prepustil Freiburg im Breisgau in Kehl. Brandenburg je potrdil nijmegenski sporazum junija 1679 v mirovnem sporazumu iz Saint-Germaina, ki je zaključil švedsko-brandenburško vojno.